# Gabrielle Fitzpatrick
Pour les articles homonymes, voir Fitzpatrick.
 (octobre 2016).
Si vous disposez d'ouvrages ou d'articles de référence ou si vous connaissez des sites web de qualité traitant du thème abordé ici, merci de compléter l'article en donnant les références utiles à sa vérifiabilité et en les liant à la section « Notes et références ».
Gabrielle Fitzpatrick, née le 1er février 1967 à Brisbane, est une actrice australienne de cinéma et de télévision. Elle est apparue dans le film italien Via Montenapoleone réalisé par Carlo Vanzina.

## Filmographie

### Film
| Année | Titre                                   | Rôle            | Notes                  |
| ----- | --------------------------------------- | --------------- | ---------------------- |
| 1995  | Mighty Morphin Power Rangers: The Movie | Dulcea          |                        |
| 1995  | Blackwater Trail                        | Sandra          |                        |
| 1996  | Offspring                               | Maria Cassini   |                        |
| 1997  | Mr. Nice Guy                            | Diana           |                        |
| 1999  | Inferno                                 | Rhonda Reynolds |                        |
| 2000  | Farewell, My Love                       | Brigit          |                        |
| 2001  | Downward Angel                          | Gillian         |                        |
| 2001  | Buck Naked Arson                        | Audry Gantry    |                        |
| 2002  | Clover Bend                             | Nancy           |                        |
| 2007  | The Last Sin Eater (en)                 | Bletsung McLeod |                        |
| 2017  | Fatties: Take Down the House            | Cassandra       | Video, post-production |

### Télévision
| Année   | Titre                         | Rôle                    | Notes                               |
| ------- | ----------------------------- | ----------------------- | ----------------------------------- |
| 1991    | E Street                      | Fiona                   | 3 épisodes                          |
| 1991    | Police Rescue                 | Waitress                | "Mates"                             |
| 1993    | G.P.                          | Samantha                | "A Thousand Flowers: Part 2"        |
| 1993    | Paradise Beach                | Brooke Bannister        | TV series                           |
| 1995    | Fire                          | Susan                   | "United We Stand"                   |
| 1995-96 | The Man from Snowy River (en) | Montana Hale            | 25                                  |
| 1997    | Roar                          | Vorgeen                 | "Projector"                         |
| 1997-98 | NYPD Blue                     | Naomi Reynolds          | Recurring role                      |
| 1998    | Frasier                       | Clare                   | "Where Every Bloke Knows Your Name" |
| 1999    | Legacy                        | Charlotte Bentley Logan | Recurring role                      |
| 2000    | The Magicians                 | Kiley                   | TV film                             |
| 2000    | Nash Bridges                  | Fiona Childs            | "Lap Dance"                         |
| 2001    | Providence                    | Victoria Everdeen       | "Magician"                          |
| 2003    | Dragnet                       | Aunt Maria              | "Well Endowed"                      |
| 2004    | 24                            | Diana White             | "Day 3: 5:00 a.m.-6:00 a.m."        |
| 2004    | North Shore                   | Mrs. Farrell            | "Pilot"                             |
| 2006-07 | Lost : Les Disparus           | Lindsey                 | Two for the Road, Par Avion         |